# Bismarckvleermuisparkiet
De bismarckvleermuisparkiet (Loriculus tener) is een vogel uit de familie Psittaculidae (papegaaien van de Oude Wereld). Het is een voor uitsterven gevoelige, endemische vogelsoort op de Bismarck-archipel, een groep eilanden ten noordoosten van en behorend tot Papoea-Nieuw-Guinea.

## Kenmerken
De vogel is 10 cm lang. Deze kleine vleermuisparkiet is overwegend groen. De snavel is zwart, de poten zijn bruinachtig geel en er is een oranje-rode vlek op de keel. De stuit en de bovenstaartdekveren zijn geel.

## Verspreiding en leefgebied
Deze soort is endemisch op de eilanden Nieuw-Brittannië, Nieuw-Ierland en Lavongai.  Het is een vogel van ongerept regenwoud tot op 200 soms 500 m boven zeeniveau. Het is niet bekend of de vogel zich in aangetast natuurlijk bos kan handhaven.

## Status
De grootte van de populatie is niet gekwantificeerd; de populatie-aantallen nemen echter af door ontbossing, die vooral plaatsvindt in laaglandbos. Om deze redenen staat deze soort als gevoelig op de Rode Lijst van de IUCN. Er gelden verder beperkingen voor de handel in deze parkiet, want de soort staat in de Bijlage II van het CITES-verdrag.